# Альварес, Кристиан
Кристиан Омар Альварес Нуньо (исп. Kristian Omar Álvarez Nuño; 20 апреля 1992 года, Сапотланехо) — мексиканский футболист, играющий на позиции защитника. Ныне выступает за мексиканский клуб «Леонес Негрос».

## Биография
Кристиан Альварес начинал свою карьеру футболиста в мексиканском клубе «Гвадалахара». 23 апреля 2011 года он дебютировал в мексиканской Примере, выйдя в основном составе в гостевом матче с «Крус Асулем». С середины 2015 по конец 2016 года Альварес на правах аренды выступал за команду «Сантос Лагуна», а с начала 2017 года он играет за «Веракрус». 4 февраля того же года Альварес забил свой первый гол в Примере, отметившись в домашнем поединке против «Чьяпаса».
Альварес выступал за сборные Мексики до 17 и 20 лет. Играл на Юношеском чемпионате мира 2009 года, молодёжных чемпионатах КОНКАКАФ и мира в 2011 году. Кроме того, в 2011 году в составе формально основной сборной принял участие в Кубке Америки — на деле это была вторая сборная, поскольку основная выступала в Золотом кубке КОНКАКАФ. Однако за главную национальную команду Альварес так и не дебютировал.

## Достижения
«Сантос Лагуна»
- Обладатель трофея Чемпион чемпионов Мексики (1): 2015